# Katastralgemeinde St. Georgen am Längsee
Die Katastralgemeinde St. Georgen am Längsee ist eine von sechs Katastralgemeinden der Gemeinde Sankt Georgen am Längsee im Bezirk Sankt Veit an der Glan in Kärnten. Sie hat eine Fläche von 946,89 ha.
Die Katastralgemeinde gehört zum Sprengel des Vermessungsamtes Klagenfurt.

## Lage
Die Katastralgemeinde liegt im Norden der Gemeinde Sankt Georgen am Längsee, im Süden des Bezirks Sankt Veit an der Glan, nordöstlich des Bezirkshauptorts. Landschaftlich umfasst sie Teile des Sankt Veiter Hügellands einschließlich des Längsees. Sie erstreckt sich vom Wolschartwald im Norden bis Fiming im Süden und von Siebenaich im Westen bis zum Schloss Rottenstein im Osten. Die Katastralgemeinde erstreckt sich über eine Höhenlage von 544 m ü. A. am Lavabach an der Südgrenze bis zu 737 m ü. A. am Kleinen Otwinskogel.

## Ortschaften
Wie häufig in Kärnten verlaufen die Grenzen dieser Katastralgemeinde oft entlang von Straßen und durchschneiden damit Siedlungen. Zur Gänze auf dem Gebiet der Katastralgemeinde St. Georgen am Längsee liegen nur die Ortschaften Mail-Süd, St. Georgen am Längsee, Töplach und Wolschart. Teilweise auf dem Gebiet der Katastralgemeinde St. Georgen am Längsee liegen die jeweils zur Gänze zur Gemeinde Sankt Georgen gehörenden Ortschaften Bernaich, Dellach, Drasendorf, Fiming, Rottenstein und St. Peter.

## Vermessungsamt-Sprengel
Die Katastralgemeinde gehört seit 1. Jänner 1998 zum Sprengel des Vermessungsamtes Klagenfurt. Davor war sie Teil des Sprengels des Vermessungsamtes St. Veit an der Glan.

## Geschichte
Ende des 18. Jahrhunderts wurden die Kärntner Steuergemeinden (später: Katastralgemeinden) gebildet und Steuerbezirken zugeordnet. Aus der Steuergemeinde St. Georgen am Längsee wurde der Steuerbezirk St. Georgen am Längsee gebildet.
Im Zuge der Reformen nach der Revolution 1848/1849 wurden in Kärnten die Steuerbezirke aufgelöst und Ortsgemeinden gebildet, die jeweils das Gebiet einer oder mehrerer Steuergemeinden umfassten. Die Steuer- bzw. Katastralgemeinde St. Georgen wurde Teil der Gemeinde Sankt Georgen am Längsee. Die Größe der Katastralgemeinde wurde 1854 mit 920 Österreichischen Joch und 1565 Klaftern (ca. 530 ha, also nur knapp mehr als die Hälfte der heutigen Fläche) angegeben; damals lebten 295 Personen auf dem Gebiet der Katastralgemeinde. Im Zuge der Gemeindestrukturreform in Kärnten wurde die Katastralgemeinde St. Georgen am Längsee 1972 um gut 4 km² vergrößert, um den Bereich von Mail-Süd, Bernaich und dem Wortschartwald.
Die Katastralgemeinde St. Georgen am Längsee gehörte ab 1850 zum politischen Bezirk Sankt Veit an der Glan und zum Gerichtsbezirk Sankt Veit an der Glan. 1854 bis 1868 gehörte sie zum Gemischten Bezirk Sankt Veit an der Glan. Seit der Reform 1868 ist sie wieder Teil des politischen Bezirks Sankt Veit an der Glan und des Gerichtsbezirks Sankt Veit an der Glan.

## Siedlungsentwicklung
Zum Jahreswechsel 1979/1980 befanden sich in der Katastralgemeinde St. Georgen am Längsee insgesamt 112 Bauflächen mit 49.851 m² und 85 Gärten auf 219.656 m², 1989/1990 gab es 186 Bauflächen. 1999/2000 war die Zahl der Bauflächen auf 470 angewachsen und 2009/2010 bestanden 249 Gebäude auf 469 Bauflächen.

## Bodennutzung
Die Katastralgemeinde ist landwirtschaftlich geprägt. 319 Hektar wurden zum Jahreswechsel 1979/1980 landwirtschaftlich genutzt und 85 Hektar waren forstwirtschaftlich geführte Waldflächen. 1999/2000 wurde auf 372 Hektar Landwirtschaft betrieben und 387 Hektar waren als forstwirtschaftlich genutzte Flächen ausgewiesen. Ende 2018 waren 346 Hektar als landwirtschaftliche Flächen genutzt und Forstwirtschaft wurde auf 393 Hektar betrieben. Die durchschnittliche Bodenklimazahl von St. Georgen am Längsee beträgt 40,6 (Stand 2010).